# Archidiecezja Cali
Archidiecezja Cali (łac. Archidioecesis Caliensis; hiszp. Arquidiócesis de Cali) – jedna z 13 archidiecezji obrządku łacińskiego w Kościele katolickim w Kolumbii w departamencie Valle del Cauca ze stolicą w Cali. Ustanowiona diecezją 7 czerwca 1910 bullą papieską przez Piusa X. Podniesiona do rangi archidiecezji przez Pawła VI 20 czerwca 1964. Siedziba arcybiskupia znajduje się przy katedrze św. Piotra Apostoła.

## Historia
7 czerwca 1910 bullą papieską Pius X erygował diecezję Cali. Dotychczas wierni z tych terenów należeli do archidiecezji Popayán.
W następnych latach z diecezji Cali wydzielone zostały:
- 1 maja 1927 – prefektura apostolska Tumaco (obecnie diecezja Tumaco)
- 14 listopada 1952 – wikariat apostolski Buenaventura (obecnie diecezja Buenaventura)
- 17 grudnia 1952 – diecezja Palmira
- 16 marca 1962 – diecezja Cartago.

20 czerwca 1964 papież Paweł VI wyniósł diecezję Cali do rangi archidiecezji metropolitalnej.
29 czerwca 1966 z archidiecezji Cali odłączono diecezję Buga.

Mapa diecezji

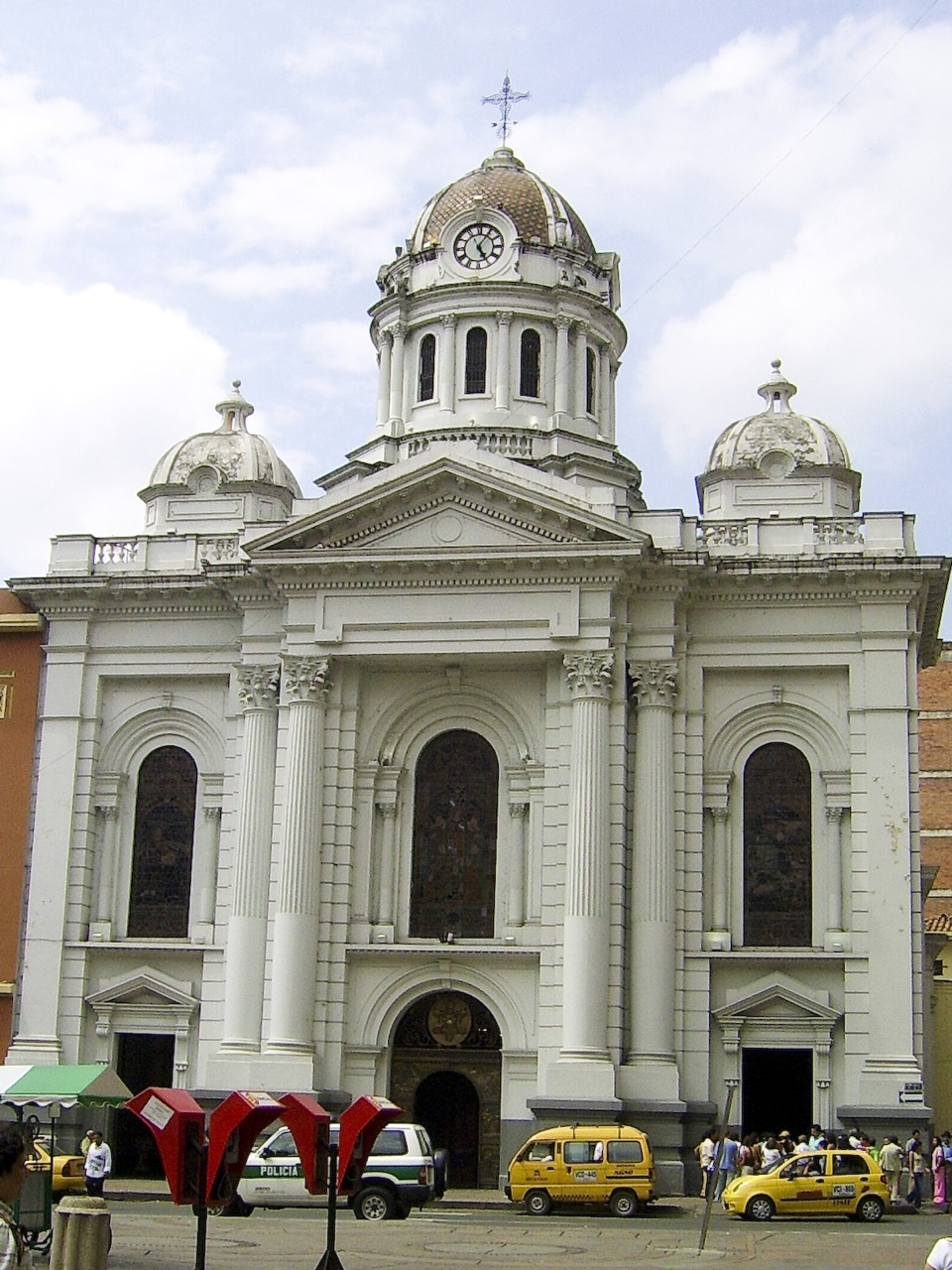
Katedra św. Piotra Apostoła w Cali

## Sufraganie archidiecezji
Sufraganiami archidiecezji Cali są diecezje:
- Buenaventura
- Buga
- Cartago
- Palmira

## Biskupi i arcybiskupi Cali
- Heladio Perlaza Ramírez (1911–1926)
- Luis Díaz Melo (1927–1947)
- Julio Caicedo Téllez SDB (1948–1958)
- Francisco Gallego Pérez (1958–1960)
- Alberto Uribe Urdaneta (1960–1964 biskup, 1964–1985 arcybiskup)
- Pedro Rubiano Sáenz (1985–1994)
- Isaías Duarte Cancino (1995–2002)
- Juan Francisco Sarasti Jaramillo CIM (2002–2011)
- Darío de Jesús Monsalve Mejía (2011–2022)
- Luis Fernando Rodríguez Velásquez (od 2022)